# Santo Alberto (nau)
Santo Alberto foi uma nau portuguesa do século XVI.

## História
A Santo Alberto era utilizado para o transporte de mercadorias entre as Índias e Portugal. Em 1593, capitaneada por Julião de Faria Cerveira e carregado em excesso de mercadorias diversas, a Santo Alberto partiu de Cochim e afundou logo em seguida devido às tormentas do Cabo da Boa Esperança.